# Verbandsgemeinde Rüdesheim
Rüdesheim (Verbandsgemeinde) este o asociație municipală din landul Renania-Palatinat, Germania.

## Comune
1. Allenfeld
2. Argenschwang
3. Bockenau
4. Boos
5. Braunweiler
6. Burgsponheim
7. Dalberg
8. Gebroth
9. Gutenberg
10. Hargesheim
11. Hergenfeld
12. Hüffelsheim
13. Mandel
14. Münchwald
15. Oberstreit
16. Roxheim
17. Rüdesheim (Nahe)
18. Sankt Katharinen
19. Schloßböckelheim
20. Sommerloch
21. Spabrücken
22. Spall
23. Sponheim
24. Waldböckelheim
25. Wallhausen
26. Weinsheim
27. Winterbach